# Stuart Andrew

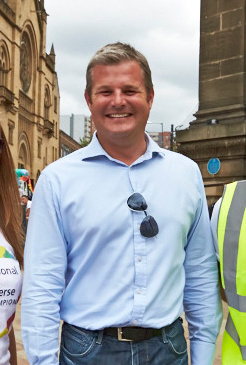
Stuart Andrew

Stuart Andrew (* 25. November 1971 in Anglesey) ist ein britischer Politiker der Conservative Party.

## Leben
Andrews arbeitete als Mitarbeiter für die British Heart Foundation. Andrew ist seit dem 6. Mai 2010 Abgeordneter im House of Commons. Er wohnt in Rawdon, West Yorkshire.